# 月眉 (彰化縣)
月眉，是臺灣彰化縣和美鎮的主聚落及附近地區，位於該鎮西北部。相較於今日行政區，其範圍大致包括好修里、月眉里、塗厝里西南端。

## 歷史
台灣清治末期至日治初期，月眉地區為一街庄，稱為「月眉庄」，隸屬於線西堡。該庄北與新港庄、埤仔墘庄為鄰，東與塗厝厝庄、頭前藔庄為鄰，南邊為和美線庄，西邊為頂犁庄、十五張犁庄、泉州厝庄。
1901年（日治明治三十四年）11月，該庄隸屬於彰化廳。1909年（明治四十二年）10月，改隸屬於臺中廳。1920年（大正九年），該庄改制為「月眉」大字，隸屬於臺中州彰化郡和美庄。1943年，和美庄升格為和美街。
戰後和美街改制為和美鎮，隸屬於彰化縣，大字亦改制為里。

## 交通
縣道138甲線（西美路）是線西至和美的道路，大致以西北－東南走向經過月眉地區西南部邊界，往西北可前往線西，往東南本地區南部邊界處接上縣道134號。
縣道134號（和港路）是新港至彰化的道路，大致以北北西－南南東走向經過本地區，往北可前往新港，往東南可前往和美市區、彰化。
縣道139甲線（和厝路一段）是和美塗厝至彰化的道路，大致以縱向經過本地區東南部邊界地帶，往北可前往塗厝接上縣道139號本線，往南轉西可前往草港，再轉東南可前往頂番婆、彰化。